# Filipp Rieszetniak
Filipp Niestierowicz Rieszetniak (ros. Филипп Нестерович Решетняк, ur. 1902, zm. ?) – radziecki działacz państwowy.

## Życiorys
W latach 1923–1926 służył w Armii Czerwonej, 1926–1928 był przewodniczącym związku spółdzielni rolniczych w rejonie amwrosijiwskim, 1928–1931 przewodniczącym artiomowskiej rady wiejskiej w rejonie amwrosijiwskim, a 1931–1932 kierownikiem amwrosijiwskiego rejonowego oddziału gospodarki komunalnej. Od 1931 należał do WKP(b), w latach 1932–1933 był przewodniczącym iłowajskiej rady osiedlowej, 1933–1936 zastępcą kierownika wydziału Komitetu Wykonawczego Rady Miejskiej Makiejewki, w latach 1936–1937 zastępcą przewodniczącego, a 1937–1938 przewodniczącym Komitetu Wykonawczego Rady Miejskiej Makiejewki. Od 1938 do grudnia 1939 był sekretarzem, od grudnia 1939 do kwietnia 1941 zastępcą przewodniczącego Komitetu Wykonawczego Stalińskiej Rady Obwodowej, jednocześnie od grudnia 1940 do 9 kwietnia 1941 p.o. przewodniczącego Komitetu Wykonawczego, a od 9 kwietnia 1941 do marca 1944 przewodniczącym Komitetu Wykonawczego Stalińskiej Rady Obwodowej. Od 1944 do lutego 1949 był przewodniczącym Komitetu Wykonawczego Wołyńskiej Rady Obwodowej, 1950-1960 przewodniczącym Komitetu Wykonawczego Woroszyłowgradzkiej Rady Obwodowej, od 27 września 1952 do 16 lutego 1960 zastępcą członka KC KP(b)U/KPU.